# سلاتینا (ناحیه لیتومیریتسه)
سلاتینا (به چکی: Slatina) یک منطقهٔ مسکونی در جمهوری چک است که در ناحیه لیتومیریتسه واقع شده‌است. سلاتینا ۶٫۹۴ کیلومتر مربع مساحت و ۲۷۱ نفر جمعیت دارد و ۱۷۷ متر بالاتر از سطح دریا واقع شده‌است.